# Son Sen
Son Sen, kamboški komunistični politik in vojak, * 12. junij 1930 Travinh, Cochinchina, Kambodža † 15. junij 1997 Along Veng District, Oddar Meanchey, Kambodža.
Bil je član Centralnega komiteja Komunistične partije Kampučije in bil s tem član Rdečih Kmerov. Od leta 1974 do 1992 je nadziral partijski varnostni aparat, vključno s tajno policijo Santebal in z zloglasnim varnostnim zaporom S-21 v Toul Slengu.  
Son Sen je bil odgovoren za naročilo pokola več kot 100.000 ljudi v vzhodni coni Kambodže v zadnjih šestih mesecih leta 1978. Skupaj z svojo družino je bil leta 1997 po ukazu Pol Pota ubit med frakcijskim razkolom Rdečih Kmerov.     